# Верховье (Воронежская область)
Верховье — хутор в Нижнедевицком районе Воронежской области.
Входит в состав Скупопотуданского сельского поселения.

## Население
| 2010 |
| ---- |
| 0    |

## Улицы
На хуторе имеется одна улица — Верховная.